# Юлінкі
Юлінкі (пол. Julinki) — село в Польщі, у гміні Кутно Кутновського повіту Лодзинського воєводства.
Населення — 100 осіб (2011).
У 1975-1998 роках село належало до Плоцького воєводства.

## Демографія
Демографічна структура станом на 31 березня 2011 року:
|          | Загалом | Допрацездатний вік | Працездатний вік | Постпрацездатний вік |
| -------- | ------- | ------------------ | ---------------- | -------------------- |
| Чоловіки | 51      | 10                 | 37               | 4                    |
| Жінки    | 49      | 9                  | 28               | 12                   |
| Разом    | 100     | 19                 | 65               | 16                   |